# Burg Müggenhausen
Die Burg Müggenhausen ist eine Burg in Müggenhausen, einem Ortsteil von Weilerswist in Nordrhein-Westfalen.

## Geschichte
Ende des 14. Jahrhunderts wurde ein Junker Johann aus der Kölner Stadtadelsfamilie Scherffgin genannt. 1473 musste Friedrich von Sombreff, Herr zu Tomburg, seinen Besitz Müggenhausen an den Herzog von Jülich abtreten. Landesherr war und blieb bis 1794 der Erzbischof von Köln. Eigentümer der Burg waren nach 1490 Beissel von Gymnich, Grein zu Iversheim, von Goltstein zu Breill und von Schellart. Nach den Schellart kamen die Esken und von Siegen, schließlich die Freiherren von Schiller. Die Letzte aus dem Geschlecht verkaufte 1782 den Besitz an Maximilian Freiherrn von der Heysen gen. Belderbusch, den Bruder des kurkölnischen Staatsministers Kaspar Anton Graf von Belderbusch. Beide hatten seit 1769 insgesamt 24 Burgen und adelige Güter erworben.
Im Kaufvertrag wurde die Burg schon als altes, unbewohntes Burghaus, davor ein gutes Halfenwohnhaus mit Hof, Scheune und Stallungen beschrieben. Von den von Belderbuschs ging der Besitz auf Karl Freiherrn von Boeselager-Heesen über. Die Familie ist immer noch Besitzer.
Das 1782 schon als Ruine bezeichnete Burghaus ist in der Tranchot-Karte des früher 19. Jahrhunderts nicht mehr verzeichnet. Das Herrenhausareal war auf drei Seiten von einer Wehrmauer umfasst und hatte Ecktürmchen sowie Schlüssellochschießscharten. Innerhalb der Mauern gab es eine zusätzliche Sicherung durch Wassergräben. Das Gelände wird seit dem 19. Jahrhundert als Garten genutzt, von den Gräben ist nur noch ein Teich übrig geblieben.

## Gegenwärtiger Zustand
Von der Burg ist nur noch eine Backsteinmauer mit zwei niedrigen runden Ecktürmen erhalten sowie der anschließende Gutshof aus dem 18./19. Jahrhundert.
Die dreiflügelige Vorburg wird heute noch als Wirtschaftshof genutzt. Im 19. Jahrhundert wurde er weitgehend erneuert. Das Halfenhaus von 1792 wurde ebenfalls renoviert.
In dem Anwesen befindet sich heute die „Pferdeklinik Burg Müggenhausen“.